# Widok (Góry Krucze)
Widok (niem. Aussicht, 712 m n.p.m.) - szczyt w południowo-wschodniej części Gór Kruczych, w Sudetach Środkowych.
Leży w grzbiecie, odchodzącym ku północnemu wschodowi od Końskiej, pomiędzy Owczą Głową a Skowrończą. Od Widoku odchodzą dwa krótkie, boczne ramiona, ku północnemu zachodowi z Golicową Kopą i ku wschodowi z Długą Górą.
Masyw zbudowany jest ze skał wulkanicznych - porfirów (trachitów) wieku permskiego, należących do utworów zachodniego skrzydła niecki śródsudeckiej. Na zachodnim zboczu kilka skałek porfirowych.